# 德罗赫特森
德罗赫特森（德語：Drochtersen，發音：[ˈdʁɔxtɐzn̩]）是德国下萨克森州施塔德县的市镇，面积126.79平方千米，2023年12月31日人口为11,284人。